# Pótam
Pótam (en idioma yaqui Potam: "Brotar la tierra") es un pueblo del municipio de Guaymas ubicado en sur del estado mexicano de Sonora, es una de las principales poblaciones de la etnia yaqui. De acuerdo al Censo de Población y Vivienda realizado en 2020 por el Instituto Nacional de Estadística y Geografía la población total del pueblo es de 7,044 habitantes. Esta localidad tiene gran valoración histórica gracias a la luchas de la soberanía de su tribu. Fue nombrada como pueblo en 1901.
La localidad fue cabecera de su propio municipio a partir del 31 de agosto de 1911 cuando por decreto de la Ley n.º 105 se creó el municipio de Pótam. Pero éste se suprimió el 21 de diciembre de 1927 y su territorio se sumó al de Guaymas.
Pótam es uno de los ocho pueblos en que fueron asentados los yaquis por los misioneros jesuitas, junto con Vícam, Tórim, Bácum, Cócorit, Huirivis, Belem y Rahum; en la actualidad es la tercera localidad con mayor población del municipio y uno de los principales poblaciones yaquis, se localiza en el extremo sur del municipio en las coordenadas 27°37′30″N 110°25′01″O / 27.62500, -110.41694 y a una altitud de 10 metros sobre el nivel del mar, se encuentra a una distancia aproximada de 11 kilómetros de la autopista de la Carretera Federal 15 que lo comunica al norte de Guaymas y Hermosillo, y al sur a Ciudad Obregón y Navojoa.

## Personas destacadas
- José Amarillas Valenzuela (1878-1959): militar que participó en la revolución maderista y otros movimientos de armas.